# Поповац (Барања)
Поповац (хрв. Popovac, мађ. Baranyabán) је насељено место и седиште општине у Барањи, Осјечко-барањска жупанија, Република Хрватска.

## Историја
Село је насељено око 1657. године, за време аустријског цара Леополда I. У 19. веку то место се назива Бан или Барањабан, и налази се у Дарданском срезу.
Почетком 20. века у Барањибану је било 2472 житеља који су становали у 436 домова. Немци су били доминантни, а Срби - њих 657 православних душа (или 27%) имало је 108 кућа. Од српских здања, ту су били православна црква и народна школа. Од комуникација место је имало само пошту, а припадајући брзојав био је у Фехерцеглаку.
До територијалне реорганизације у Хрватској, налазио се у саставу старе општине Бели Манастир.

## Срби у Бану
У месту је 1735. године било три православна свештеника: поп Теодор, поп Ефтимије и поп Константин. За издржавање школе та општина 1745. године је издвајала 22 ф. годишње.
Парох у Бану био је 1826. године поп Григорије Ћосић, а његов парохијски помоћник поп Михаил Ћосић капелан.
Купио је 1833. године бански учитељ Григорије Петровић мађарско-српску граматику.
По државном шематизму православног клира у Угарској, у "Бану" (Поповцу) је 1846. године била православна парохија са 650 православаца. Православно парохијско звање је основано и црквене матице се воде од 1751. године. Постојала је православна црква при којој је парох био поп Цветко Тошић. За школу је те 1846. године било 23 ученика, али учитељ није уписан.
Као приложници јављају се 1866. године у Бану: Божа Ћосић учитељ са 4 ф. и тамошња Српска читаоница са 4 ф.
Био је месни парох поп Александар Ћосић 1893. године одликован насловом протојереја.
По подацима из 1905. године у Барањабану је постојала српска православна црквена општина. Скупштина црквена била је редовна, под председништвом Романа Станковића. Православни храм посвећен празнику Ваведењу Пресвете Богородице грађен је у готском стилу 1726. године. Почетком 20. века црква је у добром стању, постоји и српско православно гробље. Православна парохија је најниже платежне - VI класе, и има парохијску земљишну сесију од 43 кј. Парохијско звање је основано 1726. године, а црквене матрикуле се воде од 1777. године. Парох је поп Дионисије Мијатовић родом из Доње Нане, који се налази ту већ шест година. Постоји 1905. године српска вероисповедна школа, чији је месни управитељ парох. Старатељ школски био је Милован Бошњак, а школа има једно здање сазидано 1891. године. Учитељ је Радослав Кућанчанин, родом из Мађарбоје, који је већ четири године у месту. Редовну наставу прати 64 ученика, а пофторну похађа 27 ђака старијег узраста.

## Становништво

### Попис 2011.
На попису становништва 2011. године, општина Поповац је имала 2.084 становника, од чега у самом Поповцу 959.
| Попис 2011.‍        | Попис 2011.‍        | Попис 2011.‍ | Попис 2011.‍ | Попис 2011.‍ |
| ------------------ | ------------------ | ----------- | ----------- | ----------- |
|                    |                    |             |             |             |
| Хрвати             | Хрвати             |             | 1.488       | 71,40%      |
| Срби               | Срби               |             | 355         | 17,03%      |
| Мађари             | Мађари             |             | 81          | 3,89%       |
| остали и непознато | остали и непознато |             | 160         | 7,68%       |
| укупно: 2.084      |                    |             |             |             |

### Попис 1991.
На попису становништва 1991. године, насељено место Поповац је имало 1.582 становника, следећег националног састава:
| Попис 1991.‍   | Попис 1991.‍  | Попис 1991.‍ | Попис 1991.‍ | Попис 1991.‍ |
| ------------- | ------------ | ----------- | ----------- | ----------- |
|               |              |             |             |             |
| Хрвати        | Хрвати       |             | 1.034       | 65,36%      |
| Срби          | Срби         |             | 347         | 21,93%      |
| Југословени   | Југословени  |             | 86          | 5,43%       |
| Роми          | Роми         |             | 23          | 1,45%       |
| Мађари        | Мађари       |             | 17          | 1,07%       |
| Македонци     | Македонци    |             | 6           | 0,37%       |
| Немци         | Немци        |             | 4           | 0,25%       |
| Словенци      | Словенци     |             | 3           | 0,18%       |
| Италијани     | Италијани    |             | 1           | 0,06%       |
| Руси          | Руси         |             | 1           | 0,06%       |
| неопредељени  | неопредељени |             | 25          | 1,58%       |
| регион. опр.  | регион. опр. |             | 1           | 0,06%       |
| непознато     | непознато    |             | 34          | 2,14%       |
| укупно: 1.582 |              |             |             |             |